# Teddy Altman
Teddy Altman is een fictief chirurg op de ABC-televisieserie Grey's Anatomy, gespeeld door actrice Kim Raver. Ze is de nieuwe cardiochirurg in het Seattle Grace Hospital Mercy West.

## Achtergrond
Dr. Altman heeft de Universiteit van Texas Southwestern Medical Center bijgewoond, na het afronden van haar chirurgische residentie bij het George Washington University Medical School en haar beurs bij de Mayo Clinic in Florida. Ze werkte eerder in Colombia als behandelende arts , maar liet haar baan vallen na de dood van haar beste vriendin, die stierf tijdens de aanslagen op de Twin Towers.
Bij het verlaten van haar werk, kwam ze bij Owen Hunt in het leger. In aflevering 18 van het zesde seizoen, "Suicide is painless', is meer licht te werpen op de relatie van Owen Hunt en Teddy Altman. Ze hadden de speelse relatie en veel officieren waren overtuigd van diepere gevoelens tussen de twee. Toen Owens eenheid werd gedood en hij gestrand was in de woestijn was Teddy als een van de eerste op toneel. Er werd gesuggereerd dat zij sterk betrokken was bij het zoeken naar Owen.

## Verhaallijnen

### Seizoen Zes
Owen brengt haar naar het Seattle Grace Hospital Mercy West, als een geschenk voor Christina Yang, en zegt dat ze een cardio-godin is. Later komt Teddy erop terug dat ze een geschenk is voor een vriendin van hem. Ze is echter wel verbaasd over het feit dat Christina zijn vriendin was. In eerste instantie was Christina erg enthousiast op de vooruitzichten van een nieuwe cardioloog, maar daarna zit ze de hele tijd over Teddy's capaciteiten en vaardigheden zeuren bij Dr Bailey en het hoofd van het ziekenhuis. Toch raakt ze onder de indruk van Teddy, als ze in een kort onderzoek en slechts drie vragen de diagnose van een kind met astma stelt. Als ze hem opereren laat Teddy Christina hechten, maar de slagader springt en de jongen krijgt een hartstilstand. Dr Altman blijft uiterst kalm en praat met Christina zodat zij het weer hersteld.
Nadat Teddy aan Owen heeft toegegeven dat ze inderdaad gevoelens voor hem heeft, vertelt hij haar dat hij van Christina houdt. Ondertussen laat Teddy Christina haar eerste solocardio-operatie uitvoeren. In de operatiekamer worstelt Christina met de operatie, maar Teddy weigert te helpen. Christina weet de operatie uiteindelijk succesvol uit te voeren. Na afloop vraagt Owen wat de reden was dat dat ze niet kwam helpen, terwijl dat eigenlijk wel moest omdat het alarm afging. Ze is verbaasd en sprakeloos en besluit te vertrekken uit het Seattle Grace. 
Christina rent haar achterna en smeekt haar om te blijven en geeft aan alles te geven wat Teddy maar wil. Teddy antwoordt dat ze Owen wil en Christina roept dat ze Owen mag nemen, zolang ze maar blijft en les aan haar blijft geven. Teddy blijft en Owen en Christina blijven een stel. Teddy wil Christina alleen niet meer hebben in haar service. Na een tijdje begint Teddy Christina te missen omdat ze altijd zo goed was op haar dienst. Tegen het midden van de reeks worden Teddy en Arizona Robbins goede vrienden.
Om haar over Owen heen te krijgen, probeert Arizona Teddy met Mark Sloan te koppelen. Mark en Teddy proberen van hun relatie te genieten in de wetenschap dat ze alle twee nog van iemand anders houden: Lexie en Owen. Teddy en Mark maken het uit als Teddy Mark betrapt met Reed Adamson in "shiny happy people".
In aflevering 18, "Suicide is painless", helpt Teddy haar patiënt zelfmoord te plegen, dat is de wet in de staat Washington. Maar dit leidt tot spanningen met Owen Hunt die het niet eens is met Teddy om het leven zo weg te gooien.
Tegen het einde van het seizoen, moet Teddy vechten voor haar baan als hoofdcardiothoracics in het Seattle Grace Mercy West. In "hook, line and sinner" interviewt Derek andere kandidaten voor die functie. Christina vraagt Owen om een goed woordje te doen voor Teddy. Hij doet het tegenovergestelde door Derek te vertellen dat ze land aan hem heeft. Uiteindelijk krijgt ze een fulltime contract.
Gedurende het seizoen wordt aangetoond dat Owen Hunt worstelt met zijn gevoelens voor Teddy, ondanks zijn relatie met Christina Yang. Dit komt op het hoogtepunt in "Shiny Happy People" wanneer Teddy erachter komt dat Owen haar verraden heeft en probeerde Derek op een andere gedachten te brengen. Teddy is duidelijk gekwetst door Owens verraad.
Echter in de seizoensfinale, "Sanctuary" en "Death And All His Friends", moet Owen tussen Christina en Teddy kiezen. Hij kiest Christina. Het blijkt ook dat Teddy een uitstekende leraar is, want uiteindelijk kan Yang zelf uitstekend Derek opereren.

## Trivia
- Teddy heeft vogels op haar operatiekapje. Dat komt doordat Teddy's beste vriendin, die stierf tijdens de ineenstorting van de Twin Towers in het World Trade Center op 9/11, van vogels hield. Ook door haar dood ging Teddy in dienst.
- Op 4 januari 2010 werd aangekondigd dat Teddy Altman een vast personage lid zou zijn van Grey's Anatomy.
- Allan Heinberg, die schreef de aflevering waarin Dr Teddy Altman het eerst verscheen, creëerde ook de strips van Marvel Comics Hulkling.